# Match des étoiles de la Ligue nationale de hockey
Le Match des étoiles de la Ligue nationale de hockey (en anglais : National Hockey League All-Star Game) est un match amical de hockey sur glace qui marque traditionnellement le milieu de la saison de la Ligue nationale de hockey (LNH).

## Principe
Le principe est d'opposer deux sélections de vedettes évoluant dans la LNH en les classant selon divers critères (par conférence par exemple). Les douze joueurs commençant le match (un gardien, deux défenseur et trois attaquants par équipe) sont désignés par un vote des fans de la LNH. L'entraîneur de chaque équipe est, dans le cas de Match des étoiles par conférence, généralement l'entraîneur dont l'équipe mène la conférence au moment de la préparation de la soirée. Cet entraîneur et son équipe de dirigeants désignent le reste de l'équipe.
Avant le match en lui-même, un concours d'habiletés a lieu ainsi qu'un match entre les recrues de la saison.
Toutes les recettes du match vont au fonds de pension des joueurs de la LNH.

## Historique

### Le premier Match des étoiles
Au cours de l'été 1907, l'équipe des Wanderers de Montréal de l'Eastern Canada Amateur Hockey Association voit le départ de Hod Stuart, lassé de la violence quotidienne du hockey. Il se tue fin juin en plongeant la tête la première dans la Baie de Quinte. Afin de lever des fonds pour la famille que Stuart laisse démunie, l'ECAHA décide d'organiser un match de bienfaisance regroupant les vedettes de la ligue ; il s'agit du premier match de la sorte organisé dans un sport. Environ 3 800 spectateurs assistent au Hod Stuart Memorial Game qui se joue le 2 janvier 1908. Décrite par le Montreal Herald comme unique dans l'histoire du hockey à Montréal voire au Canada tout entier, la rencontre oppose l'ancienne équipe de Stuart, les Wanderers, à une sélection des meilleurs joueurs de l'ECAHA. L'Aréna de Westmount, la salle habituelle des Wanderers, accueille la rencontre gracieusement et tous les gains de la soirée, soit plus 2 100 dollars, sont intégralement reversés à la famille de Stuart. Pour déterminer les joueurs de l'équipe des vedettes, l'ECAHA organise un concours de popularité et deux places sont offertes aux supporteurs trouvant la bonne équipe. Les Wanderers étant habitués à jouer ensemble battent l'équipe d'étoiles sur le score de 10-7 après avoir mené 7-1 en première période,.
| Poste         | Wanderer        | All Stars         |
| ------------- | --------------- | ----------------- |
| Buts          | William Hern    | Percivale LeSueur |
| Point         | Art Ross        | Rod Kennedy       |
| Cover         | Walter Smaill   | Francis Patrick   |
| Rover         | Frank Glass     | Joseph Power      |
| Centre        | Ernest Russell  | Grover Sargent    |
| Ailier droit  | Cecil Blachford | Eddie Hogan       |
| Ailier gauche | Ernest Johnson  | John Marshall     |

| 2 janvier 1908 | Wanderer | 10-7 (7-1, 3-6) | All Stars | Aréna de Montréal 3 000 spectateurs |

| Feuille de match | Feuille de match                                                        | Feuille de match                                                      | Feuille de match                                     | Feuille de match                    |
| ---------------- | ----------------------------------------------------------------------- | --------------------------------------------------------------------- | ---------------------------------------------------- | ----------------------------------- |
|                  | - Johnson Russell Glass Russell Blachford Russell - Blachford - Russell | 0-1 1-1 2-1 3-1 4-1 5-1 6-1 7-1 7-2 7-3 7-4 7-5 7-6 8-6 9-6 10-6 10-7 | Patrick - Kennedy Patrick Power Marshall - Sargent - | Arbitrage : Bob Meldrum T. Melville |
| Hern             | Gardiens                                                                | LeSueur                                                               |                                                      | Arbitrage : Bob Meldrum T. Melville |
| 3 min            | Pénalités                                                               | 3 min                                                                 |                                                      | Arbitrage : Bob Meldrum T. Melville |
|                  |                                                                         |                                                                       |                                                      | Arbitrage : Bob Meldrum T. Melville |

### Le match pour «Ace Bailey»

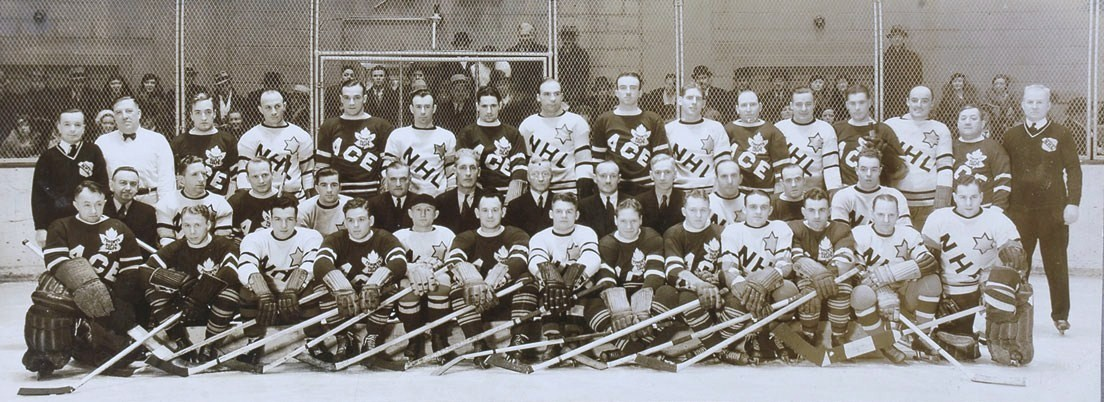
Les joueurs du match pour Irvine Bailey

En 1934, le premier match des vedettes a lieu, même s'il ne porte pas le nom de Match des étoiles. Ce match a lieu à la suite d'un accident survenu le 12 décembre 1933 sur la glace du Boston Garden au cours d'un match entre les Bruins de Boston et les Maple Leafs de Toronto. À la suite d'une première charge de Francis Clancy des Leafs sur Edward Shore, celui-ci fait une mise en échec robuste sur Irvine Bailey que la tête de ce dernier frappe violemment la glace. Le choc est si violent qu'un prêtre dans les tribunes vient donner les derniers sacrements au joueur. Celui-ci survit à la blessure mais ne peut plus jamais jouer au hockey sur glace. Shore reçut seize matchs de suspension — le tiers d'une saison régulière.
Le match pour Irvine Bailey est proposé par Walter Gilhooley et devient concret lors d'une rencontre avec les dirigeants de la ligue de l'époque. Le 14 février 1934, le match a donc lieu avec une cérémonie des Leafs qui retirent alors le numéro que portait Bailey des maillots disponibles pour les futurs joueurs (no 6). C'est le premier numéro retiré de la LNH.
Le match en lui-même oppose une sélection des meilleurs joueurs de la LNH aux Maple Leafs avec une victoire à la clé pour les Leafs, 7 buts à 3. Un des moments clés de la soirée est le moment où Bailey remet à Shore son maillot des All-Star, prouvant ainsi qu'il ne garde aucune rancœur face à Shore.

#### Composition
| Pos. | Position      | AD | Ailier droit   |
| D    | Défenseur     | C  | Centre         |
| AG   | Ailier gauche | G  | Gardien de but |

| No | Pos. | Joueur            | Équipe                 |
| -- | ---- | ----------------- | ---------------------- |
| 14 | AD   | Lawrence Aurie    | Red Wings de Détroit   |
| 7  | D    | Lionel Conacher   | Black Hawks de Chicago |
| 15 | AF   | William Cook      | Rangers de New York    |
| 12 | D    | Norman Dutton     | Americans de New York  |
| 3  | AD   | Frank Finnigan    | Sénateurs d'Ottawa     |
| 1  | G    | Charles Gardiner  | Black Hawks de Chicago |
| 11 | C    | Norman Himes (en) | Americans de New York  |
| 6  | D    | Ivan Johnson      | Rangers de New York    |
| 4  | AG   | Aurèle Joliat     | Canadiens de Montréal  |
| 5  | AG   | Herbert Lewis     | Red Wings de Détroit   |
| 16 | C    | Howard Morenz     | Canadiens de Montréal  |
| 17 | D    | John Shields      | Sénateurs d'Ottawa     |
| 2  | D    | Edward Shore      | Bruins de Boston       |
| 10 | C    | Reginald Smith    | Maroons de Montréal    |
| 9  | C    | Nelson Stewart    | Bruins de Boston       |
| 18 | AD   | James Ward        | Maroons de Montréal    |

| No | Pos. | Joueur                  |
| -- | ---- | ----------------------- |
| 5  | C    | Andrew Blair (en)       |
| 17 | AG   | Frank Boll              |
| 7  | D    | Francis Clancy          |
| 9  | AD   | Charles Conacher        |
| 8  | AG   | Harold Cotton           |
| 4  | D    | Clarence Day            |
| 15 | AD   | Ken Doraty              |
| 1  | G    | George Hainsworth       |
| 2  | D    | George Horner           |
| 11 | AG   | Harvey Jackson          |
| 12 | AG   | Hector Kilrea           |
| 3  | D    | Alexander Levinsky (en) |
| 10 | C    | Joseph Primeau          |
| 16 | AD   | Charles Sands (en)      |
| 14 | C    | William Thoms           |

#### Feuille de match
| 14 février 1934 | Maple Leafs de Toronto | 7-3 (2-1, 2-2, 3-0) | Sélection de la LNH | Maple Leaf Gardens 14 000 spectateurs |

| Feuille de match | Feuille de match | Feuille de match                        | Feuille de match                                                                                      | Feuille de match            |
| ---------------- | --- | --------------------------------------- | --- | --------------------------- |
|                  | Cotton (Blair - Doraty) — 4 min 0 s Jackson (Kilrea - Primeau) — 7 min 11 s — Jackson (Thoms) — 21 min 33 s — Day — 31 min 13 s Kilrea (Jackson) — 44 min 5 s Doraty (Blair) — 58 min 26 s Blair — 58 min 41 s | 1-0 2-0 2-1 3-1 3-2 3-3 4-3 5-3 6-3 7-3 | — — 14 min 15 s — Stewart (Ward) — 28 min 24 s — Morenz (Joliat) 29 min 15 s — Finnigan (Stewart) — — | Arbitrage : Howitson Rodden |
| Hainsworth       | Gardiens | Gardiner                                | | Arbitrage : Howitson Rodden |
| 0 min            | Pénalités | 0 min                                   | | Arbitrage : Howitson Rodden |
|                  | |                                         | | Arbitrage : Howitson Rodden |

### Le match pour «Howie Morenz»

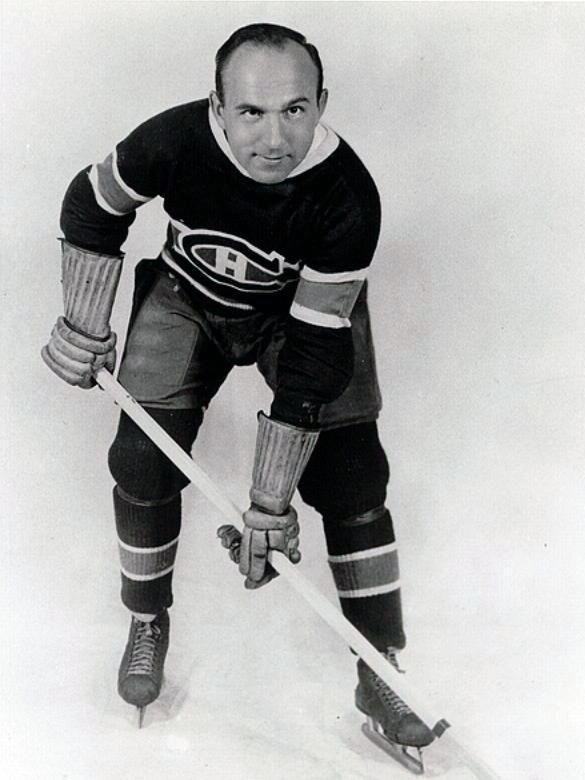
Howard Morenz lors de sa dernière saison en 1936-1937.

Howard Morenz était l'une des vedettes de la LNH au cours des années 1930 qui mourut à la suite d'une charge reçue au cours d'un match entre les Canadiens de Montréal et les Black Hawks de Chicago en janvier 1937. Morenz fut écrasé contre la bande par le défenseur des Black Hawks Earl Seibert et, sur le moment, la charge ne parut pas incorrecte. Malgré tout, les bords de la patinoire étaient à l'époque faits de bois et Morenz subit une quintuple fracture de la jambe au-dessus de la cheville. Il est alors évacué de la glace et emporté à l'hôpital. Après avoir passé plusieurs mois à se demander s'il allait un jour pouvoir rejouer au hockey, une nouvelle encore plus terrible l'attendait ; en effet, au cours d'une radio aux rayons X, il découvrit des caillots de sang à l'intérieur de sa jambe qui était censée cicatriser. Une opération fut programmée mais la veille de celle-ci, un caillot de sang était remonté jusqu'au cœur et nul ne put le sauver.
Le numéro 7 de Morenz qui était resté tout ce temps accroché à sa place dans le vestiaire fut finalement décroché puis retiré.
L'idée de faire un match pour Morenz émergea alors qu'il était encore à l'hôpital mais le match en lui-même n'eut lieu qu'en novembre et fut entouré d'une certaine tristesse. Il eut lieu le 3 novembre 1937, afin de récolter de l'argent pour la famille en deuil. Il s'agit du deuxième Match des étoiles joué par la LNH et oppose une sélection de la LNH contre une sélection des meilleurs joueurs des deux équipes de Montréal : les Canadiens et les Maroons. L'équipe des vedettes de Montréal perd 5-6 contre l'équipe de la LNH mais plus de 25 000 $ sont collectés.

#### Composition
| Pos | Position      | AD | Ailier droit   |
| D   | Défenseur     | C  | Centre         |
| AG  | Ailier gauche | G  | Gardien de but |

| No | Pos. | Joueur                  | Équipe                 |
| -- | ---- | ----------------------- | ---------------------- |
| 17 | C    | Martin Barry            | Red Wings de Détroit   |
| 16 | C    | François-Xavier Boucher | Rangers de New York    |
| 10 | C    | Arthur Chapman          | Americans de New York  |
| 6  | D    | Aubrey Clapper          | Bruins de Boston       |
| 12 | AD   | Charles Conacher        | Maple Leafs de Toronto |
| 15 | AG   | Clarence Day            | Americans de New York  |
| 11 | AD   | Cecil Dillon            | Rangers de New York    |
| 3  | D    | Ebenezer Goodfellow     | Red Wings de Détroit   |
| 12 | AG   | Johannes Gottselig      | Black Hawks de Chicago |
| 5  | D    | George Horner           | Maple Leafs de Toronto |
| 9  | AG   | Harvey Jackson          | Maple Leafs de Toronto |
| 14 | AD   | Harold March            | Black Hawks de Chicago |
| 7  | AG   | David Schriner          | Americans de New York  |
| 4  | D    | Edward Shore            | Bruins de Boston       |
| 1  | G    | Norman Smith            | Red Wings de Détroit   |
| 2  | G    | Cecil Thompson          | Bruins de Boston       |

| No | Pos. | Joueur             | Équipe    |
| -- | ---- | ------------------ | --------- |
| 2  | G    | William Beveridge  | Maroons   |
| 14 | AG   | Hector Blake       | Canadiens |
| 12 | C    | Russell Blinco     | Maroons   |
| 6  | D    | Walter Buswell     | Canadiens |
| 3  | D    | Francis Clancy     | Maroons   |
| 1  | G    | Wilfred Cude       | Canadiens |
| 16 | AD   | Jean Gagnon        | Canadiens |
| 11 | C    | Paul Haynes        | Canadiens |
| 4  | AG   | Aurèle Joliat      | Canadiens |
| 8  | C    | Alfred Lépine      | Canadiens |
| 19 | AG   | Georges Mantha     | Canadiens |
| 17 | AG   | Lawrence Northcott | Maroons   |
| 10 | AD   | Earl Robinson      | Maroons   |
| 15 | D    | Albert Siebert     | Canadiens |
| 20 | AG   | David Trottier     | Maroons   |
| 9  | AD   | James Ward         | Maroons   |
| 5  | D    | Marvin Wentworth   | Maroons   |

#### Feuille de match
| 3 novembre 1937 | Vedettes de la LNH | 6-5 (2-1, 1-0, 3-4) | Montréal | Forum de Montréal 8 683 spectateurs |

| Feuille de match | Feuille de match | Feuille de match                            | Feuille de match | Feuille de match          |
| ---------------- | --- | ------------------------------------------- | --- | ------------------------- |
|                  | — Clapper (Conacher) — 13 min 6 s Gottselig (Chapman) — 15 min 44 s Dillon (Gottselig - Barry) — 24 min 30 s — Conacher — 42 min 8 s Schriner — 42 min 51 s Barry (Dillon - Shore) — 55 min 0 s — | 0-1 1-1 2-1 3-1 3-2 4-2 5-2 6-2 6-3 6-4 6-5 | 13 min 6 s — Gagnon (Blinco) — 40 min 51 s — Lepine (Ward - Blake) — 56 min 13 s — Seibert (Gagnon) 57 min 3 s — Gagnon (Seibert - Mantha) 59 min 15 s — Haynes | Arbitrage : Daignault Ion |
| Thompson         | Gardiens | Cude                                        | | Arbitrage : Daignault Ion |
| 2 min            | Pénalités | 0 min                                       | | Arbitrage : Daignault Ion |
|                  | |                                             | | Arbitrage : Daignault Ion |

### Les Matchs des étoiles
Malgré la volonté de Bailey, le Match des étoiles ne devient annuel qu'à partir de la saison 1947-1948 de la LNH. Depuis, le match eut lieu chaque année aux exceptions près suivantes :
- 1979 : le match fut remplacé par la série nommée 1979 Challenge Cup, série qui opposa les meilleurs joueurs de la LNH à une sélection de l'URSS.
- 1987 : le match fut remplacé par Rendez-Vous '87, événement opposant les meilleurs joueurs de la LNH à une sélection de l'URSS.
- 1995 : la saison étant écourtée à cause d'une grève des joueurs, le match n'eut pas lieu.
- 2005 : cette fois-ci la saison de la LNH n'eut même pas lieu. Par contre, dans les négociations menées, les joueurs obtinrent de pouvoir participer aux Jeux olympiques de 2006
- 2006 : le match n'a pas eu lieu, à cause des Jeux olympiques de 2006.
- 2010 : le match n'a pas eu lieu, à cause des Jeux olympiques de 2010.
- 2013 : la saison étant écourtée à cause d'un lock-out, le match n'eut pas lieu.
- 2014 : le match n'a pas lieu, à cause des Jeux olympiques de 2014.

Jusqu'en 1968, le match opposa l'équipe championne en titre à une sélection des autres joueurs et ce match avait alors lieu avant le début de la saison. Ainsi, la sélection des autres joueurs se basait sur les meilleurs joueurs de la saison passée. Il faut attendre la quatrième édition pour voir l'équipe championne, les Red Wings de Détroit, remporter un Match des étoiles (ce qui s'explique par un grand nombre de Red Wings dans les meilleurs joueurs de la saison passée).
En 1951 et 1952, la LNH essaya une autre formule consistant à opposer directement les meilleurs joueurs de la saison passée, joueurs regroupés sous le terme de première et seconde équipe d'étoiles de la LNH, mais en ne mettant dans la première équipe que des joueurs des franchises américaines et dans la seconde des joueurs de Toronto ou de Montréal. Cela dit, le jeu ne gagna pas pour autant en splendeur et la LNH retourna au schéma précédent.
Pour l'édition de la saison 1966-1967 de la LNH, le Match des étoiles fut déplacé et eut lieu au milieu de la saison, ce qui faisait partie de la campagne de publicité de la LNH qui allait bientôt accueillir de nouvelles franchises. En raison de ce changement de date, l'ancienne formule de sélection ne convient alors plus. En effet, les meilleurs joueurs de la saison passée ne sont pas obligatoirement encore au meilleur de leur forme et l'équipe détentrice de la Coupe Stanley peut très bien avoir largement changé. Enfin, si une recrue rayonne de tout son talent (comme Robert Orr par exemple) sur la première partie de la saison, il n'y avait alors aucune chance de le voir jouer le Match des étoiles avant un an.
Un an plus tard, le 21e Match des étoiles fut le plus sombre de tous les matchs. En effet, le 15 janvier 1968, soit la veille de la rencontre, William Masterton décède à la suite d'une blessure à la tête subie lors d'une mise en échec donnée par deux joueurs des Seals d'Oakland lors d'un match deux jours plus tôt.
À la suite de ce match, l'annonce fut faite que lors des prochains Matchs des étoiles, les meilleurs joueurs des conférences s'opposeraient et que les joueurs choisis seraient alors les meilleurs sur le moment.
Au cours du 26e Match des étoiles, le premier MVP (most valuable player - meilleur joueur) fut désigné et reçut une voiture comme prix.
Pour le 37e Match des étoiles, un capitaine honorifique fut désigné pour chaque équipe et la LNH permit aux fans de choisir la première ligne de chaque équipe.
La 41e édition vit l'introduction de nombreuses animations et la création du premier vrai week-end des Étoiles. Ainsi, un match entre des anciennes vedettes de la ligue eut lieu (The Heroes of Hockey) puis le premier concours d'habiletés créé par Paul Palmer. De plus, au lieu que le match eu lieu un mardi soir, il fut programmé le dimanche après-midi, ce qui permit à NBC de diffuser le match en direct et ainsi permettre au public de découvrir Wayne Gretzky et Mario Lemieux.
De plus, afin d'intéresser au maximum les spectateurs, les arbitres du match furent dotés de micros et NBC fut également autorisé à réaliser des interviews de joueurs durant les différentes coupures.
Malgré tout, le match Heroes of Hockey fut remplacé par une opposition entre d'anciennes gloires de la ville hôte du Match des étoiles et des anciennes vedettes de la LNH, toutes franchises confondues.
La 48e édition vit la première opposition entre une équipe d'étoiles nord-américaine et une équipe des autres joueurs. Ce format fut abandonné pour la saison 2002-2003 de la LNH.
Pour le match de 2011, un nouveau format a été utilisé. Six joueurs sont d'abord choisis par le public (un gardien, trois attaquants et deux défenseurs), puis la LNH en choisit 36 autres pour un total de 42 joueurs qui prendront part à la rencontre. Ces joueurs élisent alors deux capitaines qui auront la tâche de composer leur équipe lors d'un repêchage spécial à partir du groupe de 40 joueurs restants. Ce sont ces deux équipes ainsi formées qui s'affrontent lors du match.
À partir du match de 2016, le format d'un seul match des étoiles est abandonné. À la place, l'événement prend la formule d'un court tournoi entre quatre équipes d'étoiles représentant chacune une division de la ligue. Les matchs de 20 minutes sont divisés en deux mi-temps de dix minutes et se disputent à trois contre trois (en plus du gardien). Les gagnants du premier et du second match s'affrontent ensuite lors de la finale.

## Liste des joueurs nommés dans la première équipe d'étoiles de la LNH
Cette liste contient le nom des joueurs de la Ligue nationale de hockey ayant obtenu le plus grand nombre d'apparitions à la confrontation annuelle du Match des étoiles de la Ligue nationale de hockey.
Joueurs :
- Gordon Howe, 23 participations.
- Raymond Bourque, 19 participations.
- Wayne Gretzky, 18 participations.
- Frank Mahovlich, 15 participations.
- Mark Messier, 15 participations.
- Paul Coffey, 14 participations.
- Jean Béliveau, 13 participations.
- Alexander Delvecchio, 13 participations.
- Glenn Hall, 13 participations.
- Douglas Harvey, 13 participations.
- Maurice Richard, 13 participations.
- Scott Stevens, 13 participations.
- Robert Hull, 12 participations.
- Leonard Kelly, 12 participations.
- Allan MacInnis, 12 participations.
- Joseph Sakic, 12 participations (élu dans l'équipe 13 fois, blessé en 1997).

## Résultats des confrontations
| Année | Équipe gagnante | Équipe gagnante | Équipe vaincue | Équipe vaincue | Franchise hôte | Meilleur joueur |
| ----- | --- | --- | --- | --- | --- | --- |
| 1947  | All-Stars | 4 | Toronto | 3 | Maple Leafs de Toronto (1) | |
| 1948  | All-Stars | 3 | Toronto | 1 | Blackhawks de Chicago (1) | |
| 1949  | All-Stars | 3 | Toronto | 1 | Maple Leafs de Toronto (2) | |
| 1950  | Détroit | 7 | All-Stars | 1 | Red Wings de Détroit (1) | |
| 1951  | 1re Équipe | 2 | 2e Équipe | 2 | Maple Leafs de Toronto (3) | |
| 1952  | 1re Équipe | 1 | 2e Équipe | 1 | Red Wings de Détroit (2) | |
| 1953  | All-Stars | 3 | Montréal | 1 | Canadiens de Montréal (1) | |
| 1954  | All-Stars | 2 | Détroit | 2 | Red Wings de Détroit (3) | |
| 1955  | Détroit | 3 | All-Stars | 1 | Red Wings de Détroit (4) | |
| 1956  | All-Stars | 1 | Montréal | 1 | Canadiens de Montréal (2) | |
| 1957  | All-Stars | 5 | Montréal | 3 | Canadiens de Montréal (3) | |
| 1958  | Montréal | 6 | All-Stars | 3 | Canadiens de Montréal (4) | |
| 1959  | Montréal | 6 | All-Stars | 1 | Canadiens de Montréal (5) | |
| 1960  | All-Stars | 2 | Montréal | 1 | Canadiens de Montréal (6) | |
| 1961  | All-Stars | 3 | Chicago | 1 | Blackhawks de Chicago (2) | |
| 1962  | Toronto | 4 | All-Stars | 1 | Maple Leafs de Toronto (4) | Edward Shack |
| 1963  | All-Stars | 3 | Toronto | 3 | Maple Leafs de Toronto (5) | Frank Mahovlich |
| 1964  | All-Stars | 3 | Toronto | 2 | Maple Leafs de Toronto (6) | Jean Béliveau |
| 1965  | All-Stars | 5 | Montréal | 2 | Canadiens de Montréal (7) | Gordon Howe |
| 1966  | Pas de match car il a été déplacé vers le milieu de la saison. | Pas de match car il a été déplacé vers le milieu de la saison. | Pas de match car il a été déplacé vers le milieu de la saison. | Pas de match car il a été déplacé vers le milieu de la saison. | Pas de match car il a été déplacé vers le milieu de la saison. | Pas de match car il a été déplacé vers le milieu de la saison. |
| 1967  | Montréal | 3 | All-Stars | 0 | Canadiens de Montréal (8) | Henri Richard |
| 1968  | Toronto | 4 | All-Stars | 3 | Maple Leafs de Toronto (7) | Bruce Gamble (en) |
| 1969  | Ouest | 3 | Est | 3 | Canadiens de Montréal (9) | Frank Mahovlich (2) |
| 1970  | Est | 4 | Ouest | 1 | Blues de Saint-Louis (1) | Robert Hull |
| 1971  | Ouest | 2 | Est | 1 | Bruins de Boston (1) | Robert Hull (2) |
| 1972  | Est | 3 | Ouest | 2 | North Stars du Minnesota (1) | Robert Orr |
| 1973  | Est | 5 | Ouest | 4 | Rangers de New York (1) | Gregory Polis |
| 1974  | Ouest | 6 | Est | 4 | Blackhawks de Chicago (3) | Garry Unger |
| 1975  | Wales | 7 | Campbell | 1 | Canadiens de Montréal (10) | Sylvanus Apps |
| 1976  | Wales | 7 | Campbell | 5 | Flyers de Philadelphie (1) | Peter Mahovlich |
| 1977  | Wales | 4 | Campbell | 3 | Canucks de Vancouver (1) | Richard Martin |
| 1978  | Wales | 3 | Campbell | 2 (P) | Sabres de Buffalo (1) | William Smith |
| 1979  | URSS | 2 | LNH | 1 | Rangers de New York (2) | NC |
| 1980  | Wales | 6 | Campbell | 3 | Red Wings de Détroit (5) | Reginald Leach |
| 1981  | Campbell | 4 | Wales | 1 | Kings de Los Angeles (1) | Michael Liut |
| 1982  | Wales | 4 | Campbell | 2 | Capitals de Washington (1) | Michael Bossy |
| 1983  | Campbell | 9 | Wales | 3 | Islanders de New York (1) | Wayne Gretzky |
| 1984  | Wales | 7 | Campbell | 6 | Devils du New Jersey (1) | Donald Maloney |
| 1985  | Wales | 6 | Campbell | 4 | Flames de Calgary (1) | Mario Lemieux |
| 1986  | Wales | 4 | Campbell | 3 (P) | Whalers de Hartford (1) | Grant Fuhr |
| 1987  | URSS | 8 | LNH | 7 | Nordiques de Québec (1) | NC |
| 1988  | Wales | 6 | Campbell | 5 (P) | Blues de Saint-Louis (2) | Mario Lemieux |
| 1989  | Campbell | 9 | Wales | 5 | Oilers d'Edmonton (1) | Wayne Gretzky |
| 1990  | Wales | 12 | Campbell | 7 | Penguins de Pittsburgh (1) | Mario Lemieux (3) |
| 1991  | Campbell | 11 | Wales | 5 | Blackhawks de Chicago (4) | Vincent Damphousse |
| 1992  | Campbell | 10 | Wales | 6 | Flyers de Philadelphie (2) | Brett Hull |
| 1993  | Wales | 16 | Campbell | 6 | Canadiens de Montréal (11) | Michael Gartner |
| 1994  | Est | 9 | Ouest | 8 | Rangers de New York (3) | Michael Richter |
| 1995  | Lock-out 1994-1995 : la saison régulière est alors écourtée par une grève (lock-out) de 103 jours. Le match était originellement prévu au San Jose Arena à San José, Californie. | Lock-out 1994-1995 : la saison régulière est alors écourtée par une grève (lock-out) de 103 jours. Le match était originellement prévu au San Jose Arena à San José, Californie. | Lock-out 1994-1995 : la saison régulière est alors écourtée par une grève (lock-out) de 103 jours. Le match était originellement prévu au San Jose Arena à San José, Californie. | Lock-out 1994-1995 : la saison régulière est alors écourtée par une grève (lock-out) de 103 jours. Le match était originellement prévu au San Jose Arena à San José, Californie. | Lock-out 1994-1995 : la saison régulière est alors écourtée par une grève (lock-out) de 103 jours. Le match était originellement prévu au San Jose Arena à San José, Californie. | Lock-out 1994-1995 : la saison régulière est alors écourtée par une grève (lock-out) de 103 jours. Le match était originellement prévu au San Jose Arena à San José, Californie. |
| 1996  | Est | 5 | Ouest | 4 | Bruins de Boston (2) | Raymond Bourque |
| 1997  | Est | 11 | Ouest | 7 | Sharks de San José (1) | Mark Recchi |
| 1998  | Amérique du Nord | 8 | Reste du monde | 7 | Canucks de Vancouver (2) | Teemu Selänne |
| 1999  | Amérique du Nord | 8 | Reste du monde | 6 | Lightning de Tampa Bay (1) | Wayne Gretzky (3) |
| 2000  | Reste du monde | 9 | Amérique du Nord | 4 | Maple Leafs de Toronto (8) | Pavel Boure |
| 2001  | Amérique du Nord | 14 | Reste du monde | 12 | Avalanche du Colorado (1) | William Guerin |
| 2002  | Reste du monde | 8 | Amérique du Nord | 5 | Kings de Los Angeles (2) | Éric Dazé |
| 2003  | Ouest | 6 | Est | 5 (TB) | Panthers de la Floride (1) | Daniel Heatley |
| 2004  | Est | 6 | Ouest | 4 | Wild du Minnesota (1) | Joseph Sakic |
| 2005  | Lock-out 2004-2005 : saison annulée. Le match était originellement prévu au Philips Arena à Atlanta, Géorgie.                                                                    | Lock-out 2004-2005 : saison annulée. Le match était originellement prévu au Philips Arena à Atlanta, Géorgie.                                                                    | Lock-out 2004-2005 : saison annulée. Le match était originellement prévu au Philips Arena à Atlanta, Géorgie.                                                                    | Lock-out 2004-2005 : saison annulée. Le match était originellement prévu au Philips Arena à Atlanta, Géorgie.                                                                    | Lock-out 2004-2005 : saison annulée. Le match était originellement prévu au Philips Arena à Atlanta, Géorgie.                                                                    | Lock-out 2004-2005 : saison annulée. Le match était originellement prévu au Philips Arena à Atlanta, Géorgie.                                                                    |
| 2006  | XXe Jeux d'hiver à Turin Italie | XXe Jeux d'hiver à Turin Italie | XXe Jeux d'hiver à Turin Italie | XXe Jeux d'hiver à Turin Italie | XXe Jeux d'hiver à Turin Italie | XXe Jeux d'hiver à Turin Italie |
| 2007  | Ouest | 12 | Est | 9 | Stars de Dallas (1) | Daniel Brière |
| 2008  | Est | 8 | Ouest | 7 | Thrashers d'Atlanta (1) | Eric Staal |
| 2009  | Est | 12 | Ouest | 11 (TB) | Canadiens de Montréal (12) | Alekseï Kovaliov |
| 2010  | XXIe Jeux d'hiver à Vancouver Canada | XXIe Jeux d'hiver à Vancouver Canada | XXIe Jeux d'hiver à Vancouver Canada | XXIe Jeux d'hiver à Vancouver Canada | XXIe Jeux d'hiver à Vancouver Canada | XXIe Jeux d'hiver à Vancouver Canada |
| 2011  | Équipe Lidström | 11 | Équipe Staal | 10 | Hurricanes de la Caroline (1) | Patrick Sharp |
| 2012  | Équipe Chára | 12 | Équipe Alfredsson | 9 | Sénateurs d'Ottawa (1) | Marián Gáborík |
| 2013  | Lock-out 2012-2013 : la saison régulière est alors écourtée par une grève (lock-out). Le match était initialement prévu le 27 janvier 2013 à Columbus, en Ohio.                  | Lock-out 2012-2013 : la saison régulière est alors écourtée par une grève (lock-out). Le match était initialement prévu le 27 janvier 2013 à Columbus, en Ohio.                  | Lock-out 2012-2013 : la saison régulière est alors écourtée par une grève (lock-out). Le match était initialement prévu le 27 janvier 2013 à Columbus, en Ohio.                  | Lock-out 2012-2013 : la saison régulière est alors écourtée par une grève (lock-out). Le match était initialement prévu le 27 janvier 2013 à Columbus, en Ohio.                  | Lock-out 2012-2013 : la saison régulière est alors écourtée par une grève (lock-out). Le match était initialement prévu le 27 janvier 2013 à Columbus, en Ohio.                  | Lock-out 2012-2013 : la saison régulière est alors écourtée par une grève (lock-out). Le match était initialement prévu le 27 janvier 2013 à Columbus, en Ohio.                  |
| 2014  | XXIIe Jeux d'hiver à Sotchi Russie | XXIIe Jeux d'hiver à Sotchi Russie | XXIIe Jeux d'hiver à Sotchi Russie | XXIIe Jeux d'hiver à Sotchi Russie | XXIIe Jeux d'hiver à Sotchi Russie | XXIIe Jeux d'hiver à Sotchi Russie |
| 2015  | Équipe Toews | 17 | Équipe Foligno | 12 | Blue Jackets de Columbus (1) | Ryan Johansen |
| 2016  | Atlantique Pacifique | 4 9 1 | Métropolitaine Centrale Atlantique | 3 6 0 | Predators de Nashville (1) | John Scott |
| 2017  | Centrale Métropolitaine | 3 10 4 | Pacifique Atlantique Pacifique | 10 6 3 | Kings de Los Angeles (3) | Wayne Simmonds |
| 2018  | Pacifique Atlantique Pacifique | 5 7 5 | Centrale Métropolitaine Atlantique | 2 4 2 | Lightning de Tampa Bay (2) | Brock Boeser |
| 2019  | Centrale Métropolitaine | 10 7 10 | Pacifique Atlantique Centrale | 4 5 | Sharks de San José (2) | Sidney Crosby |
| 2020  | Atlantique Pacifique | 9 10 5 | Métropolitaine Centrale Atlantique | 5 4 | Blues de Saint-Louis (3) | David Pastrňák |
| 2021  | La saison 2020-21 est alors écourtée par la pandémie de COVID-19. Le match était initialement prévu le 30 janvier 2021 à Sunrise, Floride.                                       | La saison 2020-21 est alors écourtée par la pandémie de COVID-19. Le match était initialement prévu le 30 janvier 2021 à Sunrise, Floride.                                       | La saison 2020-21 est alors écourtée par la pandémie de COVID-19. Le match était initialement prévu le 30 janvier 2021 à Sunrise, Floride.                                       | La saison 2020-21 est alors écourtée par la pandémie de COVID-19. Le match était initialement prévu le 30 janvier 2021 à Sunrise, Floride.                                       | La saison 2020-21 est alors écourtée par la pandémie de COVID-19. Le match était initialement prévu le 30 janvier 2021 à Sunrise, Floride.                                       | La saison 2020-21 est alors écourtée par la pandémie de COVID-19. Le match était initialement prévu le 30 janvier 2021 à Sunrise, Floride.                                       |
| 2022  | Métropolitaine Centrale Métropolitaine | 6 8 5 | Pacifique Atlantique Centrale | 4 5 3 | Golden Knights de Vegas (1) | Claude Giroux |
| 2023  | Centrale Atlantique | 6 10 7 | Pacifique Métropolitaine Centrale | 4 6 5 | Panthers de la Floride (2) | Matthew Tkachuk |
| 2024  | Équipe McDavid Équipe Matthews | 4 6 7 | Équipe MacKinnon Équipe Hughes Équipe McDavid | 3 5 4 | Maple Leafs de Toronto (9) | Auston Matthews |

Note
- Anaheim, Phoenix, Seattle et Winnipeg sont les seules villes actuelles de la LNH à ne pas avoir accueilli un Match des étoiles. Newark et Washington, D.C. n'ont pas accueilli la rencontre non plus, mais les Devils et les Capitals ont déjà été l'hôte du match alors que ces équipes évoluaient respectivement à East Rutherford et à Landover.
- En gras, depuis 2016, équipe championne du Match des étoiles de la Ligue Nationale de Hockey.

## Les meilleurs marqueurs
- 25 points - Wayne Gretzky (13 buts, 12 passes), 18 parties.
- 23 points - Mario Lemieux (13 buts, 10 passes), 10 parties.
- 22 points - Joseph Sakic (6 buts, 16 passes), 12 parties.
- 20 points - Mark Messier (6 buts, 14 passes), 15 parties.
- 19 points - Gordon Howe (10 buts, 9 passes), 23 parties.
- 17 points - Raymond Bourque (4 buts, 13 passes), 19 parties.